# The Honourable Mrs Graham
The Honourable Mrs Graham, även känd som Porträtt av Mrs Graham, är en porträttmålning i olja av den engelske konstnären Thomas Gainsborough. Den målades 1775–1777 och ingår i Scottish National Gallery samlingar i Edinburgh. 
Den porträtterade är Mary Cathcart (1757–1792), en skotsk adelsdam som var dotter till generallöjtnanten och ambassadören Charles Cathcart, 9th Lord Cathcart (1721–1776). Hon var vid målningens tillkomst nygift (sedan 1774) med Thomas Graham, 1:e baron Lynedoch. Porträttet ställdes ut på Royal Academy of Arts 1777 där det väckte stor beundran. Vid lady Grahams tidiga död år 1792 gav maken målningen till hennes syster vars ättlingar 1859 donerade den till Scottish National Gallery under förutsättning att den aldrig fick lämna Skottland. 
Gainsboroughs porträtt på lady Graham är mycket representativ för hans bilder av den brittiska eliten – i helfigur träder de fram ur romantiska lummiga engelska parklandskap. Gainsborough var Englands främsta porträtt- och landskapsmålare under 1700-talet. Gainsborough ville helst måla landskap; porträtt gjorde han främst på beställning. Han uttryckte vid ett tillfälle att "jag gör porträtt för att överleva och landskap för att jag tycker om dem". Det är dock hans porträtt som lade grunden till hans berömmelse. 
Gainsborough porträtterade lady Graham i ytterligare en målning vid samma tidpunkt. Den visar henne i halvfigur och har varit i National Gallery of Arts ägo i Washington sedan 1942. Den är mindre till formatet (89,5 x 69 cm) och utgjorde möjligen en skiss till Edinburgh-målningen. Lady Graham är också känd från den franska konstnären Marie-Anne Collots porträttbyst av henne. Den finns i flera versioner: Gipsoriginalet från 1768 förvaras på Louvren, den färdiga marmorversionen från 1772 på Ryska museet i Sankt Petersburg och en ofärdig marmorbyst på Musée des Beaux-Arts de Nancy.

## Bilder

Gainsboroughs oljemålning The Hon. Mrs. Thomas Graham från 1775–1777, National Gallery of Art.
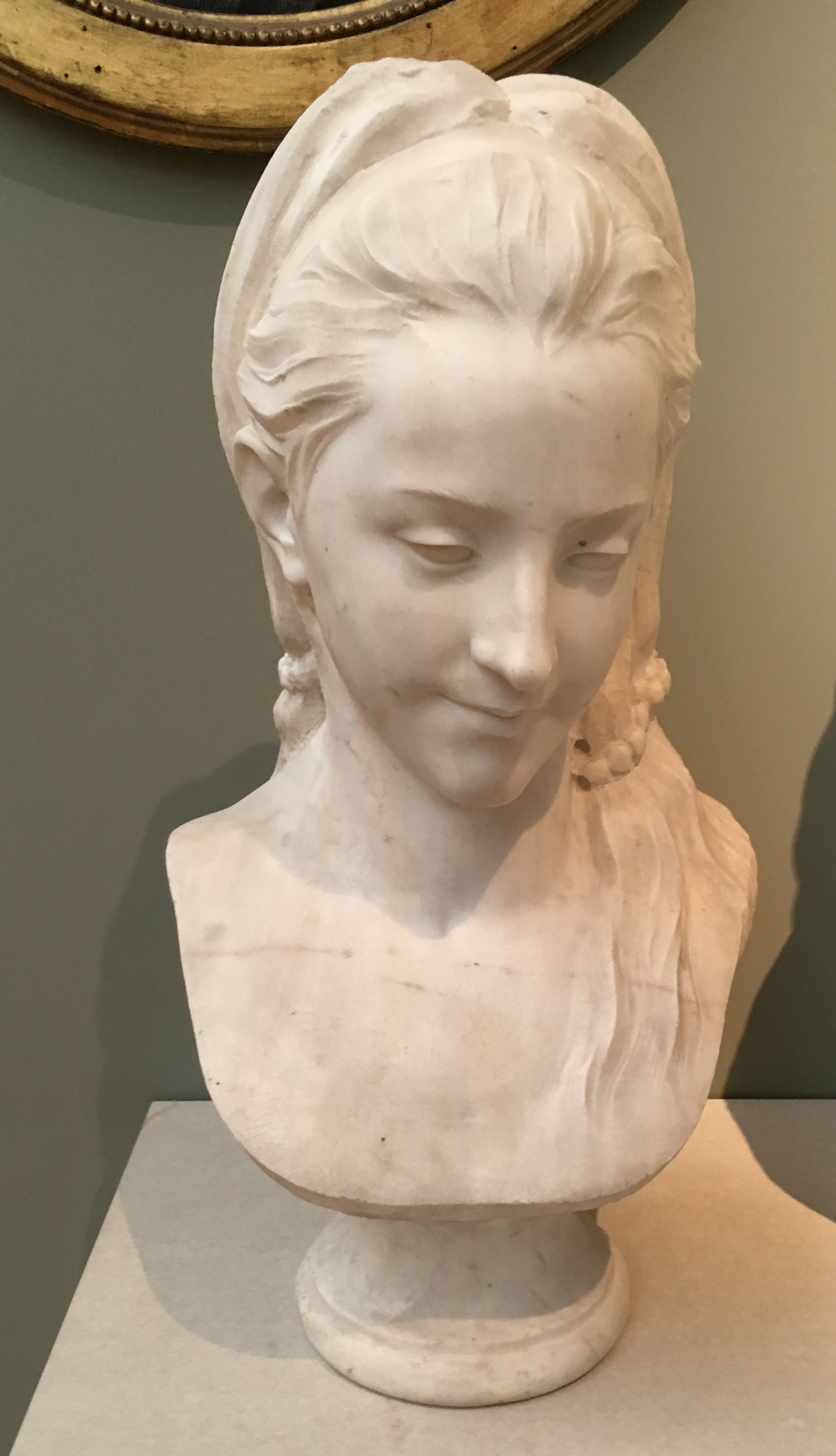
Marie-Anne Collots byst av Mary Cathcart. Musée des Beaux-Arts de Nancy.